# Chevrolet Onix
De Chevrolet Onix is een compact automodel van General Motors in Latijns-Amerika en China.

## Eerste generatie
De eerste Onix was een vijfdeurhatchback van General Motors do Brasil en kwam in 2012 op de markt in Zuid-Amerika. De sedanvariant verscheen in 2013 en heette Prisma of Onix Prisma. In 2015 was de Onix de bestverkochte auto in Brazilië en in 2016 zelfs in heel Latijns-Amerika.
Het onderstel van de Onix was het Gamma II-platform dat door General Motors Korea was ontwikkeld. De motor was een 1,0 of 1,4 liter vier-in-lijn op bezine. De auto's werden in Gravataí geassembleerd.
In 2016 kreeg de Onix een facelift en ging het model ook in São Caetano do Sul in productie. In 2017 werd er een cross-over van afgeleid, die de naam Onix Activ meekreeg. Die stond drie centimeter hoger en kreeg plastic bescherming onderaan de zijkanten.
Met de lancering van de tweede generatie, bleef het model in Brazilië op de markt met een nieuwe naam. De hatchback heette nu Joy en de sedan Joy Plus.

## Tweede generatie
Door het grote succes van de eerste Onix, besloot General Motors de naam ook buiten Zuid-Amerika in te zetten. In 2019 werd een nieuwe Onix-sedan geïntroduceerd en in productie genomen in China. Dit model stond op het Global Emerging Markets- of GEM-platform en was wat groter. Er waren een 1,0 en 1,2 liter drie-in-lijnbenzinemotor beschikbaar.
De nieuwe Onix ging ook in São Caetano do Sul in productie, naast de eerste generatie. Ook in San Luis Potosí werd hij gebouwd voor Mexico en Centraal-Amerika. Het model verscheen ook opnieuw als vijfdeurhatchback. In een aantal landen werd de sedan Onix Plus genoemd.